# Tonnare della Sicilia

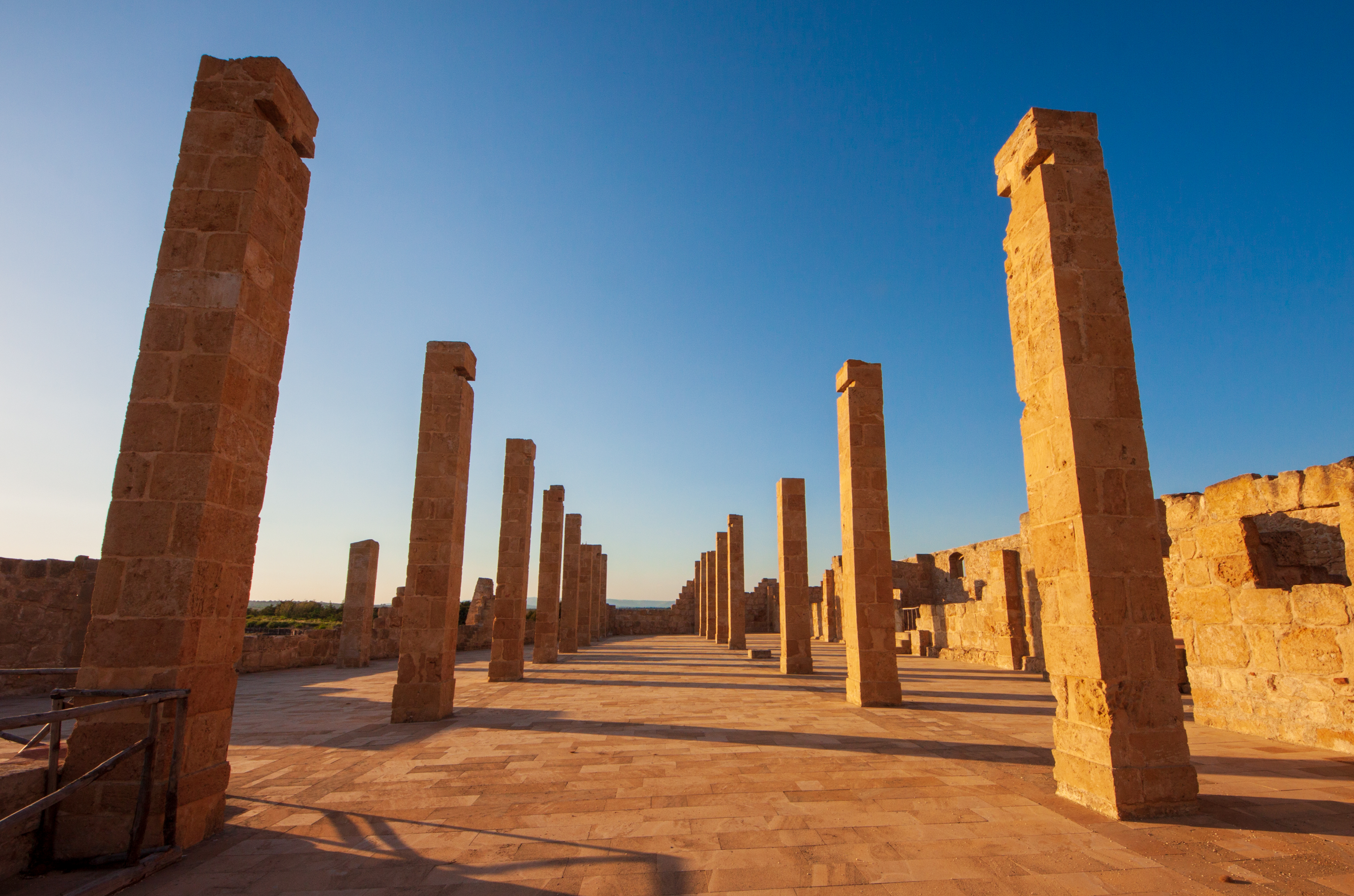
La tonnara di Vendicari, nel sud-est siciliano

Le tonnare della Sicilia per la pesca del tonno rosso con la mattanza vantano un'antica tradizione e sono state di grandissima importanza nell'economia dell'isola nel passato. La pesca del tonno in Sicilia risale al mondo antico continuando per secoli fino a oggi.
La pesca con la tonnara fu introdotta dagli arabi intorno all'anno 1000 e proseguita poi dagli spagnoli. Nel XIX secolo ci fu la massima espansione, con la famiglia Florio che arrivò a possedere decine di tonnare siciliane. Le tonnare della Sicilia orientale erano le cosiddette 'tonnare di ritorno'.

## Lista delle tonnare

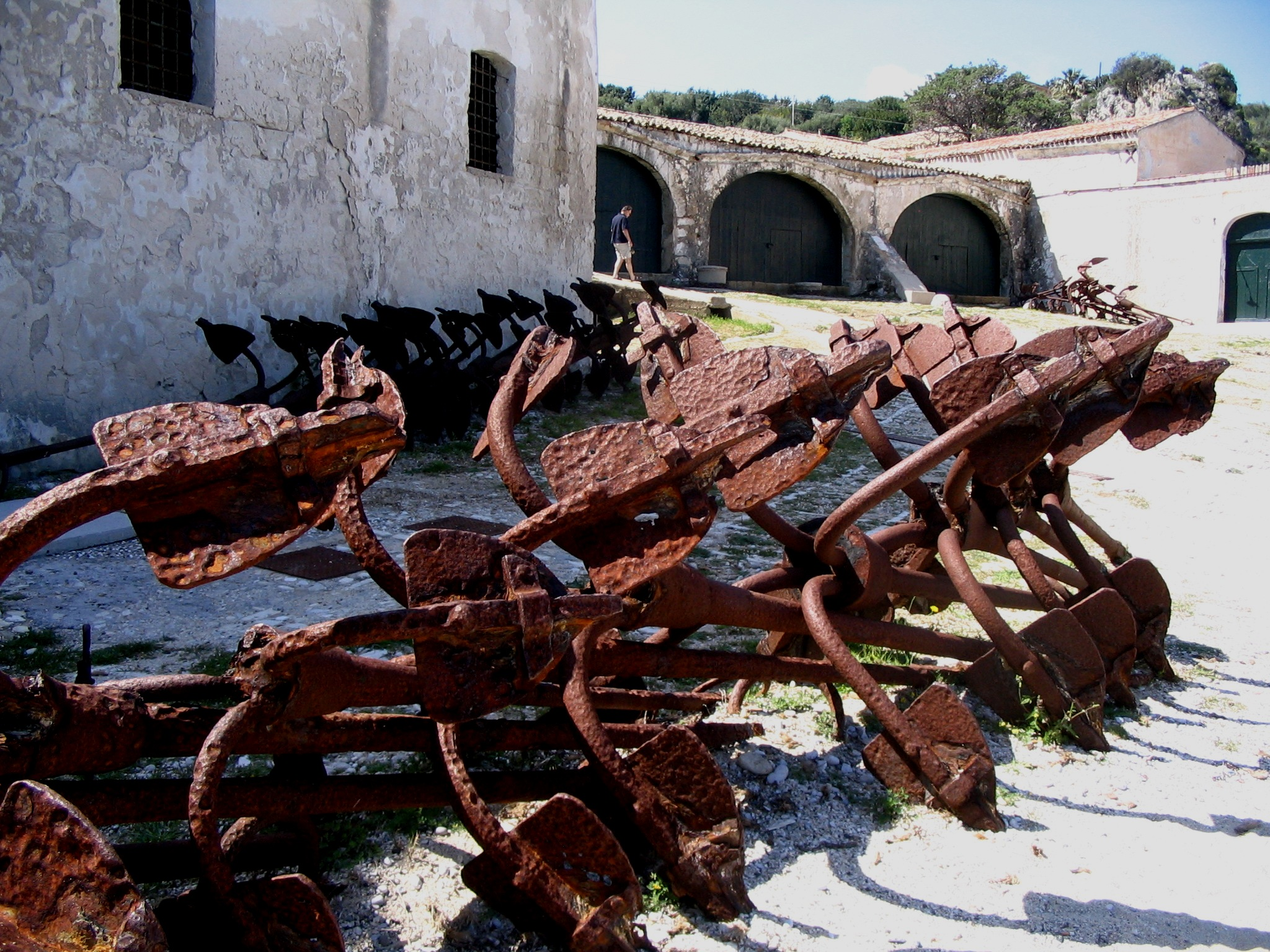
Le caratteristiche ancore delle imbarcazioni per la pesca del tonno conservate nella tonnara di Scopello

L'elenco è in ordine antiorario verso ovest.

### Palermo
- Tonnara di Cefalù
- Tonnara di Termini
- Tonnara di Trabia
- Tonnara di San Nicola
- Tonnara di Solunto
- Tonnara di Sant'Elia
- Tonnara di Acqua dei Corsari
- Tonnara di Capicello
- Tonnara di San Giorgio
- Tonnara dell'Arenella
- Tonnara Vergine Maria
- Tonnara di Mondello
- Tonnara di Isola delle Femmine
- Tonnara di Carini
- Tonnara dell'Orsa
- Tonnara della Sicciara

### Trapani
- Tonnara Magazzinazzi (Alcamo)
- Tonnara di Castellammare del Golfo
- Tonnara di Scopello
- Tonnara dell'Uzzo (San Vito Lo Capo)

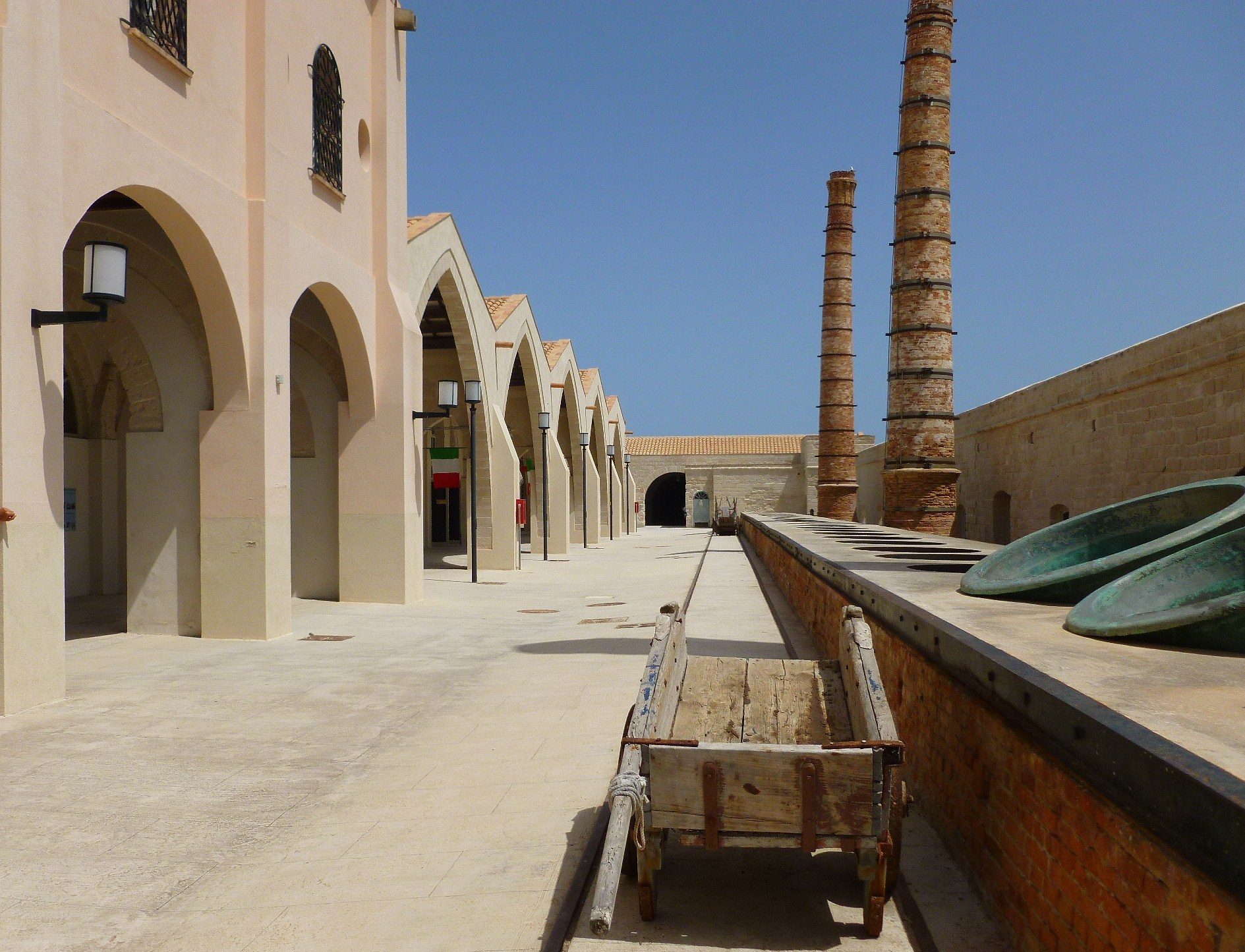
L'interno della tonnara di Favignana

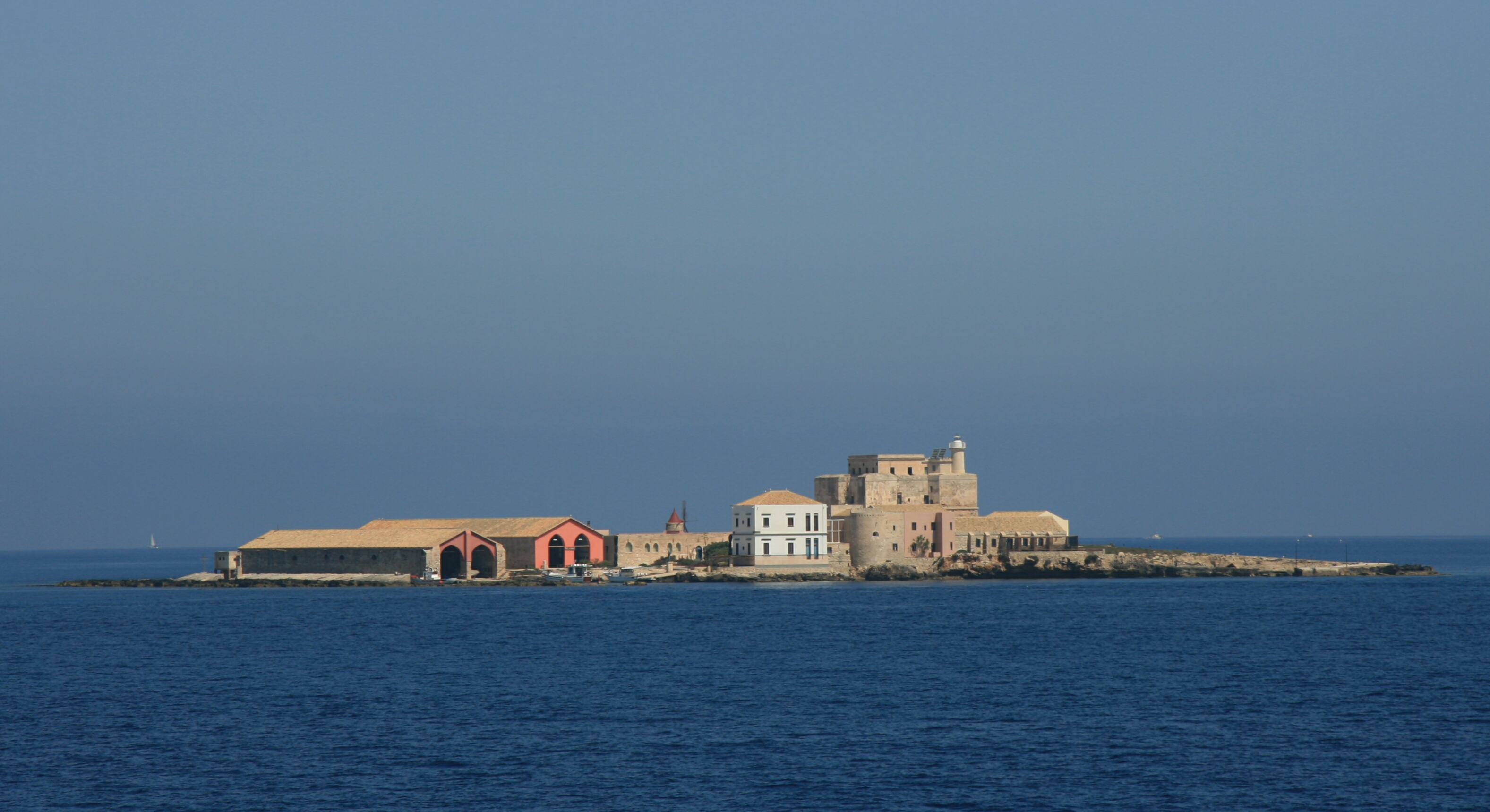
La tonnara sull'isola di Formica

- Tonnara del Secco (San Vito Lo Capo)
- Tonnara di Cofano
- Tonnara di Bonagia
- Tonnara San Cusumano
- Tonnara di San Giuliano (o Trapani Palazzo)
- Tonnara dell'isola Formica
- Tonnara di Favignana
- Tonnara di Nubia
- Tonnara di San Todaro
- Tonnara di Boeo
- Tonnara di Monzella
- Tonnara del Cannizzo
- Tonnara di Mazara
- Tonnara di Tre Fontane e Torretta Granitola

### Agrigento
- Tonnara del Tono di Sciacca
- Tonnara della Cattiva
- Tonnara di Capo Bianco
- Tonnara di Girgenti

### Caltanissetta
- Tonnara di S. Nicolò Malastri

### Ragusa
- Tonnara di Pozzallo
- Tonnara di Mazzarelli

### Siracusa

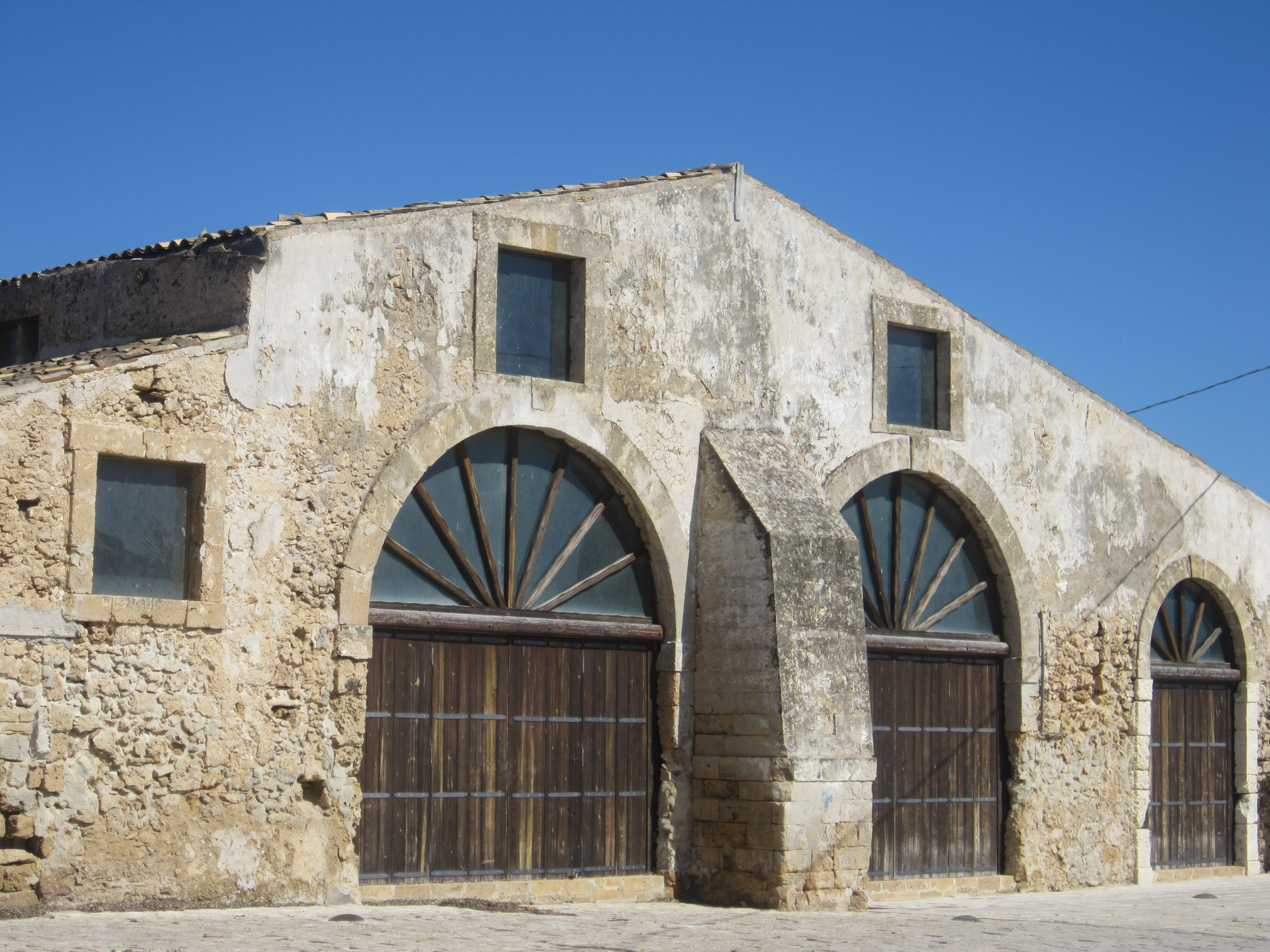
La tonnara di Marzameni

- Tonnara di Porto Palo (Tonnara di Ferreri)
- Tonnara di Capo Passero
- Tonnara di Fano
- Tonnara di Marzamemi
- Tonnara di Vendicari
- Tonnara Stampace
- Tonnara del Fiume di Noto (di Avola)
- Tonnara di Fontane Bianche
- Tonnara di Ognina
- Tonnara di Terrauzza
- Tonnara di Santa Panagia
- Tonnara di Magnisi
- Tonnara di Melilli
- Tonnara di San Calogero (Lentini)

### Catania
- Tonnara di Acireale

### Messina
- Tonnara di Santa Sava
- Tonnara di Santa Lucia
- Tonnara di Capo Milazzo
- Tonnara del Tono di Milazzo
- Tonnara di Calderà
- Tonnara di Salicà
- Tonnara di Oliveri
- Tonnara di Rocca Bianca
- Tonnara di San Giorgio
- Tonnara di Zappardini
- Tonnara di Capo d'Orlando
- Tonnara di Caronia
- Tonnara di Tusa